# Torneo WTA de San José
El Torneo WTA de San José (oficialmente y por motivos comerciales Silicon Valley Classic) es un torneo de tenis de la WTA que se celebra en San José, California, Estados Unidos. Se celebra desde el año 1971 y se juega en pistas duras al aire libre. Martina Navratilova es quien posee el récord de mayor número de torneos ganados, con 5 títulos conseguidos en 1979, 1980, 1988, 1991 y 1993.
El torneo ha tenido diferentes sedes, como San Francisco, Oakland y Stanford. En 2018 el torneo se disputa en la ciudad de San José. Para la edición 2023 el evento se mudó a Washington, combinándose con el Torneo de Washtington del ATP Tour.

## Campeonas

### Individual
| Año               | Campeona                                       | Finalista                                      | Resultado                                      |
| ----------------- | ---------------------------------------------- | ---------------------------------------------- | ---------------------------------------------- |
| En San Francisco: |                                                |                                                |                                                |
| 1971              | Billie Jean King                               | Rosemary Casals                                | 6-3, 6-4                                       |
| 1972              | Billie Jean King                               | Kerry Melville                                 | 7-6, 7-6                                       |
| 1973              | Margaret Court                                 | Kerry Melville                                 | 6-3, 6-3                                       |
| 1974              | Billie Jean King                               | Chris Evert                                    | 7-6(5-2), 6-2                                  |
| 1975              | Chris Evert                                    | Billie Jean King                               | 6-1, 6-1                                       |
| 1976              | Chris Evert                                    | Evonne Goolagong-Cawley                        | 7-5, 7-6(5-2)                                  |
| 1977              | Sue Barker                                     | Virginia Wade                                  | 6-3, 6-4                                       |
| 1978              | No se celebró                                  | No se celebró                                  | No se celebró                                  |
| En Oakland:       |                                                |                                                |                                                |
| 1979              | Martina Navrátilová                            | Chris Evert                                    | 7-5, 7-5                                       |
| 1980              | Martina Navrátilová                            | Evonne Goolagong-Cawley                        | 6-1, 7-6(4)                                    |
| 1981              | Andrea Jaeger                                  | Virginia Wade                                  | 6-3, 6-1                                       |
| 1982              | Andrea Jaeger                                  | Chris Evert                                    | 7-65, 6-4                                      |
| 1983              | Bettina Bunge                                  | Sylvia Hanika                                  | 6-3, 6-3                                       |
| 1984              | Hana Mandlíková                                | Martina Navrátilová                            | 7-66, 3-6, 6-4                                 |
| 1985              | Hana Mandlíková                                | Chris Evert-Lloyd                              | 6-2, 6-4                                       |
| 1986              | Chris Evert                                    | Kathy Jordan                                   | 6-2, 6-4                                       |
| 1987              | Zina Garrison                                  | Sylvia Hanika                                  | 7-5, 4-6, 6-3                                  |
| 1988              | Martina Navrátilová                            | Larisa Savchenko                               | 6-1, 6-2                                       |
| 1989              | Zina Garrison                                  | Larisa Savchenko                               | 6-1, 6-1                                       |
| 1990              | Monica Seles                                   | Martina Navrátilová                            | 6-3, 7-6(5)                                    |
| 1991              | Martina Navrátilová                            | Monica Seles                                   | 6-3, 3-6, 6-3                                  |
| 1992              | Monica Seles                                   | Martina Navrátilová                            | 6-3, 6-4                                       |
| 1993              | Martina Navrátilová                            | Zina Garrison-Jackson                          | 6-2, 7-6(1)                                    |
| 1994              | Arantxa Sánchez Vicario                        | Martina Navrátilová                            | 1-6, 7-6(5), 7-6(5)                            |
| 1995              | Magdalena Maleeva                              | Ai Sugiyama                                    | 6-3, 6-4                                       |
| 1996              | Martina Hingis                                 | Monica Seles                                   | 6-2, 6-0                                       |
| En Stanford:      |                                                |                                                |                                                |
| 1997              | Martina Hingis                                 | Conchita Martínez                              | 6-0, 6-2                                       |
| 1998              | Lindsay Davenport                              | Venus Williams                                 | 6-4, 5-7, 6-4                                  |
| 1999              | Lindsay Davenport                              | Venus Williams                                 | 7-61, 6-2                                      |
| 2000              | Venus Williams                                 | Lindsay Davenport                              | 6-1, 6-4                                       |
| 2001              | Kim Clijsters                                  | Lindsay Davenport                              | 6-4, 6-7(5), 6-1                               |
| 2002              | Venus Williams                                 | Kim Clijsters                                  | 6-3, 6-3                                       |
| 2003              | Kim Clijsters                                  | Jennifer Capriati                              | 4-6, 6-4, 6-2                                  |
| 2004              | Lindsay Davenport                              | Venus Williams                                 | 7-6(4), 5-7, 7-6(4)                            |
| 2005              | Kim Clijsters                                  | Venus Williams                                 | 7-5, 6-2                                       |
| 2006              | Kim Clijsters                                  | Patty Schnyder                                 | 6-4, 6-2                                       |
| 2007              | Anna Chakvetadze                               | Sania Mirza                                    | 6-3 6-2                                        |
| 2008              | Aleksandra Wozniak                             | Marion Bartoli                                 | 7-5, 6-3                                       |
| 2009              | Marion Bartoli                                 | Venus Williams                                 | 6-2, 5-7, 6-4                                  |
| 2010              | Victoria Azarenka                              | María Sharápova                                | 6-4, 6-1                                       |
| 2011              | Serena Williams                                | Marion Bartoli                                 | 7-5, 6-1                                       |
| 2012              | Serena Williams                                | Coco Vandeweghe                                | 7-5, 6-3                                       |
| 2013              | Dominika Cibulková                             | Agnieszka Radwańska                            | 3-6, 6-4, 6-4                                  |
| 2014              | Serena Williams                                | Angelique Kerber                               | 7-6(1), 6-3                                    |
| 2015              | Angelique Kerber                               | Karolína Plíšková                              | 6-3, 5-7, 6-4                                  |
| 2016              | Johanna Konta                                  | Venus Williams                                 | 7-5, 5-7, 6-2                                  |
| 2017              | Madison Keys                                   | Coco Vandeweghe                                | 7-6(4), 6-4                                    |
| En San José:      |                                                |                                                |                                                |
| 2018              | Mihaela Buzărnescu                             | María Sákkari                                  | 6-1, 6-0                                       |
| 2019              | Saisai Zheng                                   | Aryna Sabalenka                                | 6-3, 7-6(3)                                    |
| 2020              | Torneo cancelado debido a la pandemia COVID-19 | Torneo cancelado debido a la pandemia COVID-19 | Torneo cancelado debido a la pandemia COVID-19 |
| 2021              | Danielle Collins                               | Daria Kasátkina                                | 6-3, 6-7(10), 6-1                              |
| 2022              | Daria Kasátkina                                | Shelby Rogers                                  | 6-7(2), 6-1, 6-2                               |

### Dobles
| Año               | Campeonas                                      | Finalistas                                     | Resultado                                      |
| ----------------- | ---------------------------------------------- | ---------------------------------------------- | ---------------------------------------------- |
| En San Francisco: |                                                |                                                |                                                |
| 1971              | Rosemary Casals Billie Jean King               | Françoise Durr Ann Haydon-Jones                | 6-4, 6-7, 6-1                                  |
| 1972              | Rosemary Casals Virginia Wade                  | Françoise Durr Judy Tegart-Dalton              | 6-3, 5-7, 6-2                                  |
| 1973              | Margaret Court Lesley Hunt                     | Wendy Overton Valerie Ziegenfuss               | 6-1, 7-5                                       |
| 1974              | Chris Evert Billie Jean King                   | Françoise Durr Betty Stöve                     | 6-4, 6-2                                       |
| 1975              | Chris Evert Billie Jean King                   | Rosemary Casals Virginia Wade                  | 6-2, 7-5                                       |
| 1976              | Billie Jean King Betty Stöve                   | Rosemary Casals Françoise Durr                 | 6-4, 6-1                                       |
| 1977              | Kerry Melville-Reid Greer Stevens              | Sue Barker Ann Kiyomura                        | 6-3, 6-1                                       |
| 1978              | No se celebró                                  | No se celebró                                  | No se celebró                                  |
| En Oakland:       |                                                |                                                |                                                |
| 1979              | Rosemary Casals Chris Evert                    | Tracy Austin Betty Stöve                       | 3-6, 6-4, 6-3                                  |
| 1980              | Sue Barker Ann Kiyomura                        | Greer Stevens Virginia Wade                    | 6-0, 6-4                                       |
| 1981              | Rosemary Casals Wendy Turnbull                 | Martina Navrátilová Virginia Wade              | 6-1, 6-4                                       |
| 1982              | Barbara Potter Sharon Walsh                    | Kathy Jordan Pam Shriver                       | 6-1, 3-6, 7-6(5)                               |
| 1983              | Claudia Kohde-Kilsch Eva Pfaff                 | Rosemary Casals Wendy Turnbull                 | 6-4, 4-6, 6-4                                  |
| 1984              | Martina Navrátilová Pam Shriver                | Rosemary Casals Alycia Moulton                 | 6-2, 6-3                                       |
| 1985              | Hana Mandlíková Wendy Turnbull                 | Rosalyn Fairbank Candy Reynolds                | 4-6, 7-5, 6-1                                  |
| 1986              | Hana Mandlíková Wendy Turnbull                 | Bonnie Gadusek Helena Suková                   | 7-6(5), 6-1                                    |
| 1987              | Hana Mandlíková Wendy Turnbull                 | Zina Garrison Gabriela Sabatini                | 6-4, 7-6(4)                                    |
| 1988              | Rosemary Casals Martina Navrátilová            | Hana Mandlíková Jana Novotná                   | 6-4, 6-4                                       |
| 1989              | Patty Fendick Jill Hetherington                | Larisa Savchenko Natalia Zvereva               | 7-5, 3-6, 6-2                                  |
| 1990              | Meredith McGrath Anne Smith                    | Rosalyn Fairbank Robin White                   | 2-6, 6-0, 6-4                                  |
| 1991              | Patty Fendick Gigi Fernández                   | Martina Navrátilová Pam Shriver                | 6-4, 7-5                                       |
| 1992              | Gigi Fernández Natalia Zvereva                 | Rosalyn Fairbank-Nideffer Gretchen Rush-Magers | 3-6, 6-2, 6-4                                  |
| 1993              | Patty Fendick Meredith McGrath                 | Amanda Coetzer Ines Gorrochategui              | 6-2, 6-0                                       |
| 1994              | Lindsay Davenport Arantxa Sánchez Vicario      | Gigi Fernández Martina Navrátilová             | 7-5, 6-4                                       |
| 1995              | Lori McNeil Helena Suková                      | Katrina Adams Zina Garrison-Jackson            | 3-6, 6-4, 6-3                                  |
| 1996              | Lindsay Davenport Mary Joe Fernández           | Nathalie Tauziat Gigi Fernández                | 6-1, 6-3                                       |
| En Stanford:      |                                                |                                                |                                                |
| 1997              | Lindsay Davenport Martina Hingis               | Conchita Martínez Patricia Tarabini            | 6-1, 6-3                                       |
| 1998              | Lindsay Davenport Natasha Zvereva              | Larisa Savchenko-Neiland Elena Tatarkova       | 6-4, 6-4                                       |
| 1999              | Lindsay Davenport Corina Morariu               | Anna Kournikova Elena Likhovtseva              | 6-4, 6-4                                       |
| 2000              | Chanda Rubin Sandrine Testud                   | Cara Black Amy Frazier                         | 6-4, 6-4                                       |
| 2001              | Janet Lee Wynne Prakusya                       | Nicole Arendt Caroline Vis                     | 3-6, 6-3, 6-3                                  |
| 2002              | Lisa Raymond Rennae Stubbs                     | Janette Husárová Conchita Martínez             | 6-1, 6-1                                       |
| 2003              | Cara Black Lisa Raymond                        | Cho Yoon-jeong Francesca Schiavone             | 7-6(5), 6-1                                    |
| 2004              | Eleni Daniilidou Nicole Pratt                  | Iveta Benešová Claudine Schaul                 | 6-2, 6-4                                       |
| 2005              | Cara Black Rennae Stubbs                       | Elena Likhovtseva Vera Zvonareva               | 6-3, 7-5                                       |
| 2006              | Anna-Lena Grönefeld Shahar Peer                | Maria Elena Camerin Gisela Dulko               | 6-1, 6-4                                       |
| 2007              | Sania Mirza Shahar Peer                        | Victoria Azarenka Anna Chakvetadze             | 6-4, 7-6(5)                                    |
| 2008              | Cara Black Liezel Huber                        | Elena Vesnina Vera Zvonareva                   | 6-4, 6-3                                       |
| 2009              | Serena Williams Venus Williams                 | Yung-Jan Chan Monica Niculescu                 | 6-4, 6-1                                       |
| 2010              | Lindsay Davenport Liezel Huber                 | Yung-Jan Chan Jie Zheng                        | 7-5, 6-7(8), [10–8]                            |
| 2011              | Victoria Azarenka María Kirilenko              | Liezel Huber Lisa Raymond                      | 6-1, 6-3                                       |
| 2012              | Marina Erakovic Heather Watson                 | Jarmila Gajdošová Vania King                   | 7-5, 7-6(7)                                    |
| 2013              | Raquel Kops-Jones Abigail Spears               | Julia Görges Darija Jurak                      | 6-2, 7-6(4)                                    |
| 2014              | Garbiñe Muguruza Carla Suárez                  | Paula Kania Kateřina Siniaková                 | 6-2, 4-6, [10-5]                               |
| 2015              | Xu Yifan Saisai Zheng                          | Anabel Medina Arantxa Parra                    | 6-1, 6-3                                       |
| 2016              | Raquel Atawo Abigail Spears                    | Darija Jurak Anastasia Rodionova               | 6-3, 6-4                                       |
| 2017              | Abigail Spears Coco Vandeweghe                 | Alizé Cornet Alicja Rosolska                   | 6-2, 6-3                                       |
| En San José:      |                                                |                                                |                                                |
| 2018              | Yung-Jan Chan Květa Peschke                    | Lyudmyla Kichenok Nadiia Kichenok              | 6-4, 6-1                                       |
| 2019              | Nicole Melichar Květa Peschke                  | Shuko Aoyama Ena Shibahara                     | 6-4, 6-4                                       |
| 2020              | Torneo cancelado debido a la pandemia COVID-19 | Torneo cancelado debido a la pandemia COVID-19 | Torneo cancelado debido a la pandemia COVID-19 |
| 2021              | Darija Jurak Andreja Klepač                    | Gabriela Dabrowski Luisa Stefani               | 6-1, 7-5                                       |
| 2022              | Xu Yifan Zhaoxuan Yang                         | Shuko Aoyama Hao-Ching Chan                    | 7-5, 6-0                                       |